# Inga Hosp
Inga Hosp (* 24. Mai 1943 in München als Inga Schmidt) ist eine Publizistin.
Hosp studierte an den Universitäten Innsbruck und Wien Germanistik und Theaterwissenschaft. 1969 erlangte sie mit einer Dissertation über das österreichisch-bayerische Bauerndrama ihre Promotion. Sie ist als freie Publizistin tätig. Als freie Mitarbeiterin wurden ihre Beiträge beim Bayerischen Rundfunk, beim Rai-Sender Bozen und beim ORF Tirol gesendet. Sie veröffentlichte zahlreiche Artikel und Essays in Zeitschriften und Anthologien, sowie mehrere Bücher, zumeist zu Südtiroler Themen. Hosp ist auf vielfältige Weise in das Südtiroler Kulturleben involviert, wo sie mehrere Initiativen wie beispielsweise den Lyrikpreis Meran und die Rittner Sommerspiele mitbegründete. Sie ist Mitglied im P.E.N. Club Liechtenstein und im Südtiroler Künstlerbund. 2007 wurde sie mit dem Verdienstkreuz, 2012 mit dem Ehrenzeichen des Landes Tirol ausgezeichnet.
Ihr Ehemann war der ehemalige Südtiroler Politiker Bruno Hosp.